# Siri Myrvoll
Siri Myrvoll (29 de junho de 1944 - 1 de maio de 2012) foi uma política norueguesa do Partido Liberal.
Ela serviu como vice-representante do Parlamento da Noruega por Hordaland durante o mandato de 1993 – 1997. No total, ela reuniu-se durante 9 dias de sessão parlamentar.
Foi directora de património cultural em Bergen de 1993 a 2011, quando adoeceu. Ela também foi membro do conselho da Organização das Cidades Património da Humanidade por quatro anos. Myrvoll faleceu em maio de 2012.